# UFC 269
UFC 269: Oliveira vs. Poirier foi um evento de artes marciais mistas produzido pelo Ultimate Fighting Championship e que aconteceu no dia 11 de dezembro de 2021, na T-Mobile Arena em Las Vegas.

## História
Uma luta pelo cinturão peso leve do UFC entre o campeão Charles Oliveira e Dustin Poirier foi maracada como luta principal deste evento.
Uma luta pelo cinturão peso galo feminino entre Amanda Nunes e Julianna Peña é esperada para ocorrer neste evento.
Uma trilogia pelo cinturão peso mosca entre Brandon Moreno e Deiveson Figueiredo era esperada para ocorrer neste evento. Entretanto, a luta foi adiada para o UFC 270.
Uma luta no peso mosca entre Alex Perez e Matt Schnell havia sido marcada para o UFC Fight Night: Brunson vs. Till. Entretanto, a luta foi adiada para este evento.

## Card oficial
1. ↑  Pelo Cinturão Peso Leve do UFC.
2. ↑  Pelo Cinturão Peso Galo Feminino do UFC.